# Le Vaisseau fantôme (film, 1943)
Pour les articles homonymes, voir Le Vaisseau fantôme.
Pour plus de détails, voir Fiche technique et Distribution.
Le Vaisseau fantôme (titre original : The Ghost Ship) est un film américain réalisé par Mark Robson, sorti en 1943.

## Synopsis

Tom Merriam, qui vient de sortir de l'école navale et a obtenu le grade d'officier, embarque sur l'Altaïr, cargo dirigé par le capitaine Stone. L'accueil cordial que lui a réservé le capitaine n'est qu'une apparence trompeuse, et Merriam va vite déchanter en découvrant le vrai visage de Stone : celui d'un despote sadique et psychopathe.

## Fiche technique
- Titre original : The Ghost Ship
- Titre français : Le Vaisseau fantôme
- Réalisateur : Mark Robson
- Scénario : Donald Henderson Clarke, Leo Mittler
- Photographie : Nicholas Musuraca
- Montage : John Lockert
- Société de production : RKO Radio Pictures
- Musique : Roy Webb
- Son : Francis M. Sarver
- Producteur : Val Lewton
- Pays d'origine :  États-Unis
- Langue : Anglais, Allemand
- Format : Noir et blanc — 35 mm — 1,37:1 — Son : Mono
- Genre : Film dramatique
- Durée : 69 minutes
- Dates de sortie : 
  - États-Unis : 24 décembre 1943

## Distribution
- Richard Dix : Capitaine Will Stone
- Russell Wade : Tom Merriam, 3e officier
- Edith Barrett : Ellen Roberts
- Ben Bard : Bowns, 1er officier
- Edmund Glover : Jacob 'Sparks' Winslow, le télégraphiste

Acteurs non crédités au générique
- Robert Bice : Raphael, le Steward
- Eddie Borden : Membre de l'équipage
- John Burford : Membre de l'équipage
- Tom Burton : William Benson
- Harry Clay : Tom McCall
- Alec Craig : l'aveugle
- Boyd Davis : Charles Roberts
- George DeNormand : John
- Steve Forrest : Marin
- Skelton Knaggs : Finn, le muet
- Mike Lally : Membre de l'équipage
- Sir Lancelot : Billy Radd
- Nolan Leary : Sténographe
- Charles Lung : Long Jim
- Paul Marion : Peter, le grec
- Charles Norton : Marin allemand
- Shirley O'Hara : Silhouette
- Russell Owen : Membre de l'équipage
- Charles Regan : Membre de l'équipage
- Dewey Robinson : Boats
- Robert R. Stephenson : Marin allemand
- Lawrence Tierney : Louie Parker
- Herb Vigran : Ingénieur en chef
- Steve Winston : Ausman